# Siemens Desiro
Desiro este numele de brand al unei familii de rame multiple diesel și electrice fabricate de Siemens Mobility, începând cu 1998 la fosta uzină DUEWAG din Krefeld, Renania de Nord-Westfalia din Germania, deși anumite exemplare au fost produse și în alte locații. Acestea sunt produse în principal pentru traficul feroviar regional sau suburban, deși există variante destinate traficului feroviar de lungă distanță.
Numele provine din verbul englez to desire (a dori) și este o marcă înregistrată a conglomeratului Siemens AG. Printre competitorii săi se numără Stadler FLIRT/KISS, Bombardier Talent, CAF Civity și Alstom Coradia.

## Desiro Classic
Prima generație de trenuri care au folosit numele ”Desiro” au fost fabricate între 1998 și 2010, în total fiind produse peste 500 de rame diesel, și 75 de rame electrice (pentru Grecia, Slovenia și Bulgaria).
Construcția vehiculelor este alcătuită din caroserii autoportante de aluminiu, iar cabina este realizată din plastic ranforsat cu fibră de sticlă prin metoda panourilor sandwich, care poate fi înlocuit mai ușor în cazul unui accident. Trenurile Desiro Classic au între 2 și 4 vagoane, toate alăturate cu ajutorul unor boghiuri Jacobs cu două osii și cu un burduf prin care se poate face accesul între vagoane. Aceste garnituri au podea joasă și toalete accesibile persoanelor cu dizabilități.
Ramele diesel au două motoare cu șase cilindri fabricate la MTU sau MAN (inițial cu normă de poluare Euro 2, ulterior Euro 3) cu transmisie ZF Ecomat, având o putere totală continuă de 965 CP sau 737 CP, depinzând de motorizarea aleasă. Ramele electrice au o putere continuă de 1650 kW (garniturile cu două vagoane), 2000 kW (garniturile cu trei vagoane) și 3000 kW (garniturile cu cinci vagoane). Ramele diesel au o viteză maximă de 120 km/h, iar cele electrice au o viteză maximă de 140 sau 160 km/h.
Printre clienți se numără DB Regio, Lausitzbahn, Nordwestbahn, Ostdeutsche Eisenbahn, Vogtlandbahn, ÖBB, DSB, MÁV, OSE, SŽ, BDŽ și San Diego Sprinter. În Romania, trenurile Siemens Desiro operate de CFR sunt poreclite "Săgeata Albastră". Un automotor este folosit de Siemens începând cu 2003 pentru testarea sistemului paneuropean de siguranță ferioviară ETCS și pentru instruirea mecanicilor de tren cu acest sistem.

## Desiro UK
Pentru rețeaua ferioviară britanică, Siemens a dezvoltat mai multe rame electrice și diesel folosind platforma Desiro între 2001 și 2014. Aceste vehicule sunt proiectate astfel încât să se încadreze gabaritului scăzut al rețelei feroviare din Marea Britanie. 
Primele garnituri de acest fel au fost Clasele 444 și 450 folosite în sud-vestul Angliei, pe atunci operate de South West Trains. Acestea circulă pe rețeaua de 750 V CC alimentate de la șina a treia. Ramele din Clasa 450 au intrat în circulație în anul 2003, fiind folosite asupra trenurilor de navetiști pentru a înlocui ultimele garnituri din Clasele 411, 421 și 423 care aveau o vârstă medie de 40 de ani, iar Clasa 444 a fost introdusă anul următor pentru a înlocui garniturile din Clasa 442 Wessex Electrics. Ca predecesorii săi, aceste trenuri se remarcă prin culoarul de acces amplasat la fiecare capăt al trenului.
Pe baza Clasei 450, a apărut Clasa 350, construită între 2004 și 2014 pentru rețeaua de 25 kV CA. Primele garnituri (din subclasa 350/1) au fost construite pentru a circula și pe rețeaua de 750 V CC, deoarece au fost construite pentru South West Trains înainte ca Autoritatea Strategică Feroviară (Strategic Rail Authority; SRA) a cerut ca acestea să fie folosite pentru Central Trains în zona Birmingham. Următoarele rame au fost construite exclusiv pentru rețeaua de 25 kV CA. Acestea sunt folosite exclusiv pe Magistrala Coastei de Vest pentru traficul regional de călători și se află în proprietatea West Midlands Trains.
În 2003 au intrat în circulație ramele electrice din Clasa 360, subclasa 360/1, pe rețeaua din Anglia de Est, la început între gara Londra Liverpool Street și Clacton/Ipswich. Astăzi ele circulă între gara Londra Saint Pancras și Corby. Subclasa 360/2 a fost utilizată între 2005 și 2020 între aeroportul Heathrow și gara Londra Paddington până când au fost înlocuite de către Clasa 345. Nouă garnituri din Clasa 360 au fost construite în 2007 pentru Căile Ferate de Stat din Thailanda pentru trenul de legătură între aeroportul Suvarnabhumi și gara Phaya Thai din centrul orașului Bangkok. 
Singurele rame diesel construite pentru Regatul Unit aparțin Clasei 185, construite între 2005 și 2007 pentru rețeaua feroviară transpenină. 
Ultimele trenuri proiectate pentru piața britanică fac parte din Clasa 380, construite între 2009 și 2011 pentru ScotRail pentru rețeaua feroviară electrică din Glasgow și Edinburgh. Din 2014, gama Desiro UK a fost succedată de către Desiro City. 

## Desiro Double Deck
În 1998, Siemens Transportation Systems, alături de ADtranz și DWA-Waggonbau Görlitz au produs o ramă electrică prototip, cu participarea financiară a statului Saxonia. DWA a construit vagoanele, bazate pe vagoanele etajate ale DR-ului, singura diferență față de vagoanele etajate fabricate anterior la Görlitz fiind folosirea aluminiului în loc de oțel standard. Echipamentele electrice au fost livrate de către Siemens și ADtranz. Acesta a fost probat cu intenția folosirii în rețeaua feroviară suburbană din Dresda și Leipzig/Halle. În pofida unui aviz pozitiv din partea Agenției Federale a Căilor Ferate din Germania, nu au existat modele de serie și trenul a fost casat după doar 8 ani de existență. În 2013, a fost succedat spiritual de către Bombardier Twindexx Vario. 
Conceptul nu a fost abandonat însă, deoarece în 2003, consiliul de administrație a Căilor Ferate Federale Elvețiene (SBB-CFF-FFS) a plasat o comandă pentru 35 de rame electrice etajate pentru rețeaua suburbană din Zürich alcătuite din patru vagoane. Datorită lipsei de experiență în fabricarea trenurilor etajate, fabricarea vagoanelor a avut loc la ČKD Praga (adăugarea cabinelor pentru vagoanele motor a avut loc la fosta fabrică DUEWAG din Krefeld) cu asamblarea finală având loc la Stadler Rail în Altenrhein, Elveția. După ce au intrat în circulație în 2006, alte 25 de garnituri au fost comandate, plus încă o garnitură primită gratis, datorită întârzierilor legate de intrarea în circulație a primului lot de trenuri. Ultimul tren din seria RABe 514 a intrat în circulație în iunie 2009.

## Desiro ML
În 2007, a fost prezentat succesorul gamei Desiro Classic, Desiro ML (MainLine). Față de generația anterioară, trenurile Desiro ML sunt exclusiv rame electrice (la fel și variantele HC, City și RUS). De asemenea, trenurile Desiro au fost restilizate pentru a se conforma standardelor paneuropene cu privire la siguranța în cazul accidentelor. Primele trenuri au fost livrate firmei de leasing AngelTrains în 2008 și utilizate de către trans regio Deutschland pe linia Köln-Koblenz-Mainz, în total fiind 17 garnituri.
Printre cei mai numeroși clienți se numără Societatea Națională a Căilor Ferate din Belgia (SNCB/NMBS), cu 305 de garnituri de trei vagoane livrate între 2011 și 2016, și Căile Ferate Federale din Austria (ÖBB) care are în dotare peste 200 de garnituri cu trei vagoane la momentul de față. Pe lângă asta, GySEV are în dotare 13 garnituri cu 3 vagoane (numite ventus) folosite în nord-estul Austriei și nord-vestul Ungariei și în zona Bratislava. Ostdeutsche Eisenbahn (ODEG) are în dotare 7 garnituri, cu alte două comandate pentru trenurile RegioExpress între Rostock și Sassnitz/Binz/Züssow via Stralsund și Ribnitz-Damgarten.
Deși încă se află în producție pentru ÖBB, GySEV și ODEG, în septembrie 2016, Siemens a prezentat succesorul gamei Desiro ML, numită Siemens Mireo. 

## Desiro RUS
În 2009, Căile Ferate Ruse (Российские железные дороги; RŽD) a cerut firmei Siemens să dezvolte un tren de navetiști adaptat condițiilor rusești, în special pentru liniile regionale din zona Soci, unde urmau să se țină Jocurile Olimpice de iarnă din 2014. Având la bază ramele Desiro ML, acestea au boghiuri adaptate ecartamentului larg de 1520 mm și circulă sub 3 kV CC și 25 kV CA. Primele 54 de garnituri au fost constuite la Krefeld în Germania între 2012 și 2014, iar începând cu 2013, restul trenurilor sunt construite la Verhneaia Pâșma în regiunea Sverdlovsk printr-un parteneriat cu Sinara Holdings. Datorită sancțiunilor impuse asupra Federației Ruse din cauza războiului din Ucraina, din 2023, toate trenurile noi sunt fabricate cu piese care provin numai din Rusia.
Trenurile se numesc oficial Lastocika (Ласточка, rândunică) și au înlocuit numeroase rame electrice de producție sovietică și rusă . De asemenea sunt folosite și pe inelul central al Moscovei, care oficial face parte din rețeaua de metrou din Moscova, chiar dacă nu există tronsoane în subteran.

## Desiro City
În iulie 2009, a fost prezentat succesorul gamei Desiro UK, numit Desiro City, iar în 2011 Siemens a câștigat o licitație pentru 115 de trenuri pentru rețeaua Thameslink (inițial Bedford-Brighton, ulterior toată rețeaua electrificată) pentru a înlocui ramele electrice din Clasa 319. Între 2016 și 2019, acestea au înlocuit toate ramele din Clasa 319. 60 de rame se află în subclasa 700/0, fiind alcătuite din 8 vagoane, iar celelalte 55 se află în subclasa 700/1 și au 12 vagoane. O variantă a Clasei 700 este Clasa 717, care are ieșiri de urgență la ambele cabine, pentru a permite evacuarea mai ușoară în tunelurile subterane între Finsbury Park și Moorgate. 25 de exemplare din Clasa 717 au înlocuit ramele din Clasa 313 ce circulau până la Moorgate începând cu 1976.
O altă variantă este Clasa 707, și față de Clasele 700 și 717, care circulă sub 25 kV CA și 750 V CC, cele 30 de exemplare din Clasa 707 circulă doar sub 750 V CC și sunt folosite de către Southeastern.

## Desiro HC
Desiro HC (High Capacity) este cel mai nou membru al familiei Desiro, fiind introdus în 2014 la InnoTrans. Trenurile Desiro HC sunt alcătuite de două vagoane cu un singur nivel la fiecare capăt al trenului (vagoanele motor) iar între ele se află până la cel mult șase vagoane etajate fără motoare de tracțiune, având o capacitate de 400/420 de locuri (garniturile cu patru vagoane) și 634/655 de locuri (garniturile cu șase vagoane). Conform Siemens, aceste trenuri combină accesibilitatea cu capacitatea ridicată, fiind necesară pe anumite trasee. 
Producția a început în 2017, iar primul operator, National Express Germany a pus trenurile în funcțiune în decembrie 2018 pe rețeaua Rhein-Ruhr-Express odată cu intrarea în vigoare a orarului feroviar pe anul 2019. Printre clienți se numără și DB Regio (pe magistrala Mannheim-Karlsruhe-Basel, în zona Franconia-Turingia de Sud, pe rețeaua Dunăre-Isar), ODEG (în principal pe ruta Magdeburg-Berlin-Eisenhüttenstadt), Go-Ahead Deutschland (în zona Augsburg, unde pot circula cuplate alături de trenurile Siemens Mireo), Căile Ferate Israeliene și Deutsche Bahn International Egypt. Pentru circulația în Israel și Egipt, trenurile au fost adaptate condițiilor locale. 